# České Heřmanice
České Heřmanice är en ort i Tjeckien.   Den ligger i regionen Pardubice, i den centrala delen av landet, 130 km öster om huvudstaden Prag. České Heřmanice ligger 311 meter över havet och antalet invånare är 528.
Terrängen runt České Heřmanice är platt norrut, men söderut är den kuperad. Runt České Heřmanice är det ganska tätbefolkat, med 80 invånare per kvadratkilometer. Närmaste större samhälle är Česká Třebová, 14,0 km öster om České Heřmanice. Trakten runt České Heřmanice består till största delen av jordbruksmark.